# Fatima Zahra

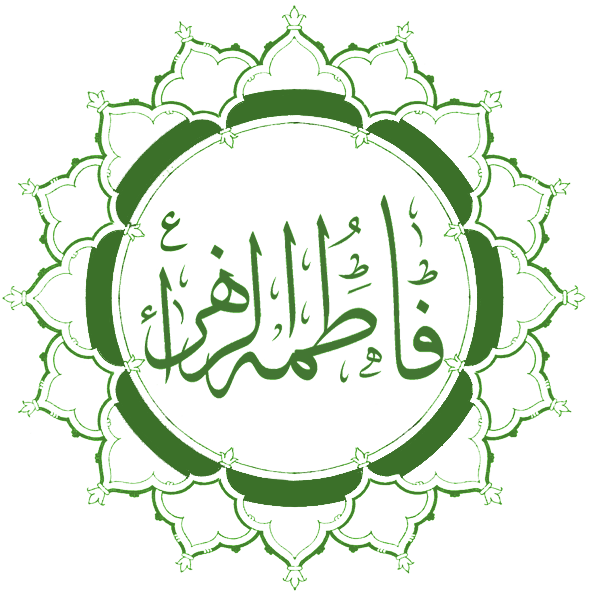
Kalligrafie

Fatima bint Muhammad ibn 'Abdallah ibn 'Abd Al-Muttalib ibn Hashim (606 - 632), onder andere ook bekend onder de namen "Fatima az-Zahra فاطمة الزهراء" en "Umm an-Nisa' al-Alamin" ام النساء العالمين, (of "Moeder van de vrouwen van de wereld"), was de jongste dochter van de profeet Mohammed, van zijn eerste vrouw Khadija.
Zij trouwde met de neef van haar vader Ali ibn Aboe Talib, beter bekend als kalief of imam Ali. Zij is moeder van de imams Hassan en Hoessein, de opvolgers van Ali. Via Fatima stammen de nog levende nazaten van Mohammed af.
De sjiieten, en dan met name de twaalvers binnen deze religie, vereren Fatima in het bijzonder. Zij wordt samen met Mohammed en de twaalf imams tot de veertien onfeilbaren gerekend. Door moslims wordt zij gezien als een voorbeeldvrouw: zij heeft haar vader, de profeet Mohammed en haar man Ali in alle moeilijke periodes bijgestaan.
Zij overleed een paar maanden na haar vader en werd begraven in Jannatul Baqi in de stad Medina.